# B (muziek)
De B (ook wel si, of ti genoemd) is een muzieknoot die een hele toon hoger ligt dan de A en een halve toon lager dan de C.
Op een pianoklavier ligt de B steeds direct na de groep van drie zwarte toetsen. De vijfde snaar van een klassieke gitaar is gestemd op de B.
In Duitsland, Oost-Europa en Scandinavië wordt de B meestal als H genoteerd en wordt de Bes als B genoteerd.

## Grafische voorstelling

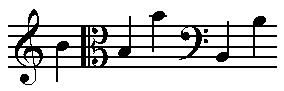
Voorstelling van de B in 3 sleutels (achtereenvolgens: vioolsleutel (B4), altsleutel (B3 en B4), en bassleutel (B2 en B3))

## Octavering
| Musicologische notatie | Helmholtznotatie | Octaafnaam           | Frequentie (Hz) |
| ---------------------- | ---------------- | -------------------- | --------------- |
| B-1                    | B,,,             | Subsubcontra-octaaf  | 15.434          |
| B0                     | B,,              | Subcontra-octaaf     | 30.868          |
| B1                     | B,               | Contra-octaaf        | 61.735          |
| B2                     | B                | Groot octaaf         | 123.471         |
| B3                     | b                | Klein octaaf         | 246.942         |
| B4                     | b′               | Eéngestreept octaaf  | 493.883         |
| B5                     | b′′              | Tweegestreept octaaf | 987.767         |
| B6                     | b′′′             | Driegestreept octaaf | 1975.533        |
| B7                     | b′′′′            | Viergestreept octaaf | 3951.066        |
| B8                     | b′′′′′           | Vijfgestreept octaaf | 7902.133        |
| B9                     | b′′′′′′          | Zesgestreept octaaf  | 15804.266       |